# Bezoekerscentrum De Helderse Vallei

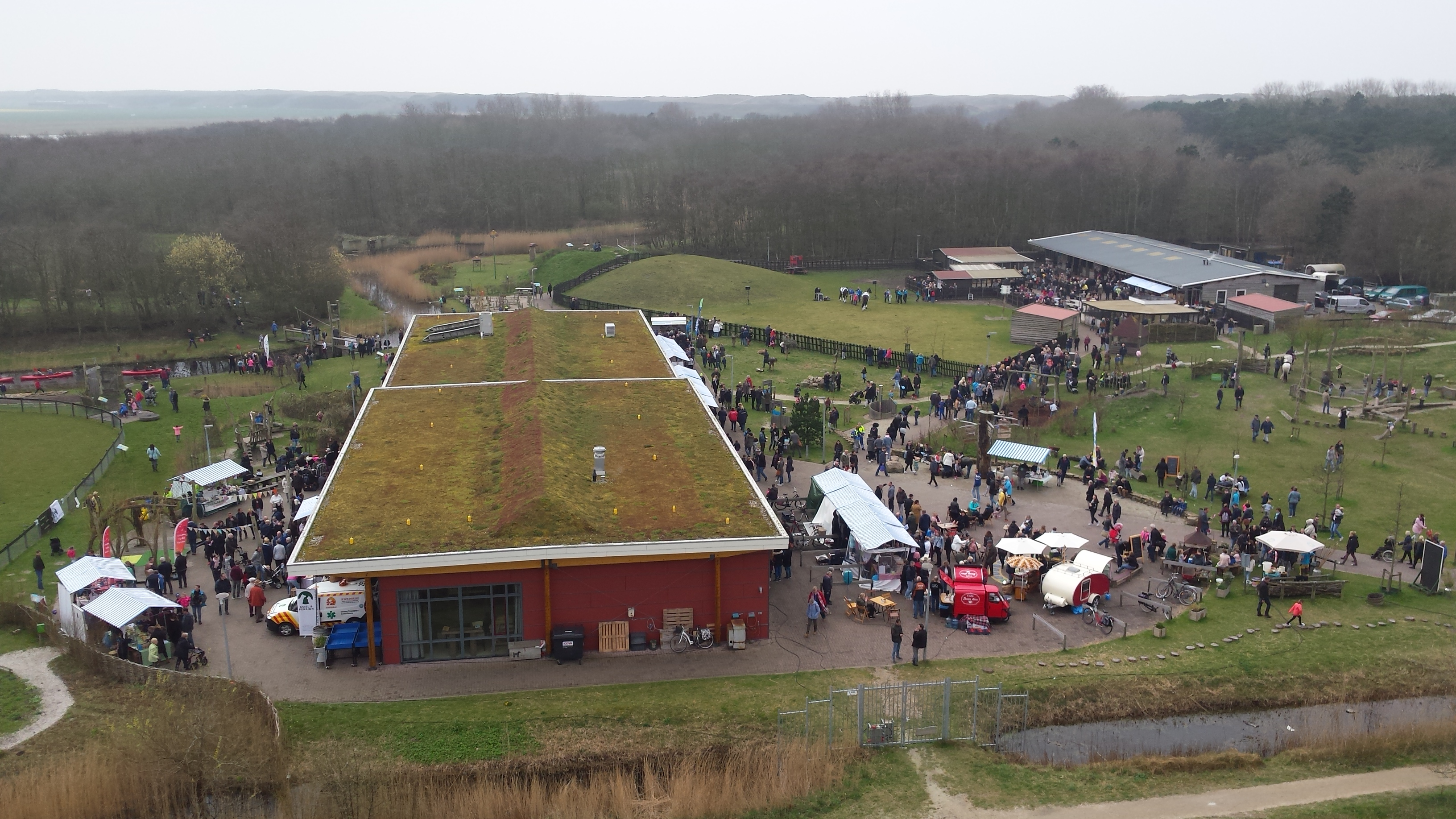
De Helderse Vallei

Het Bezoekerscentrum De Helderse Vallei is een bezoekerscentrum in park Mariëndal in Den Helder in Noord-Holland. Het bevindt zich in een afwisselend gebied met bos, duin en strand, plassen en drasland. Het opende in 2010 zijn deuren en verving het centrum voor natuur- en milieu-educatie De Groene Poolster.
Het centrum biedt een tentoonstelling met informatie over de plaatselijke natuur, zoals de Helderse natuurgebieden, de planten en dieren die daar voorkomen en recreatiemogelijkheden. Er zijn wisselende exposities over onderwerpen op gebied van natuur en milieu en educatieve programma's voor scholen en bezoekers in de vorm van lesprogramma's, kinderfeestjes en uitleenmaterialen, lezingen en excursies in de natuur. Het centrum beschikt over een vlindertuin, vogeltuin, insectenhotel en boomgaard. Er is een kinderboerderij met oude dierenrassen, een uitkijktoren en een openluchttheater.
Op 14 oktober 2011 zijn de botten van een Engelse soldaat uit 1799, die gevonden werden in de duinen bij Groote Keeten, bij De Helderse Vallei aan het publiek getoond. In januari 2014 werd de straatnaam van het parkeerterrein waaraan het is gelegen veranderd in De Helderse Vallei. Ook een nabijgelegen snackbar, pannenkoekenrestaurant en klimbos hebben De Helderse Vallei als adres.
In 2020 kwam er een overeenkomst tot stand tussen de gemeente Den Helder en het centrum over een te bouwen wildopvang. Deze wildopvang zal de taken van Vogelasiel De Paddestoel, zoals het opvangen van gewonde vogels en egels, overnemen. In verband met het in augustus 2022 sluiten van het vogelasiel vanwege schade en vrijgekomen asbest werd in april 2023 nabij de Spoorweghaven een tijdelijke wildopvang geopend. Nadat deze in april 2024 vanwege persoonlijke omstandigheden sloot opent De Helderse Vallei in januari 2025 een wildopvang op dezelfde locatie.

## Kinderboerderij
Op de kinderboerderij worden geiten, schapen, paarden, lakenvelder koeien, herten, ezels, diverse soorten kippen en vogels, pauwen en varkens gehouden.